# Alençon
Alençon je francouzské město v regionu Normandie, hlavní město (prefektura) departementu Orne. V roce 2010 zde žilo 26 704 obyvatel. Je centrem arrondissementu Alençon.